# Michael Hugentobler (Schriftsteller)
Michael Hugentobler (* 1975 in Zürich) ist ein Schweizer Schriftsteller und Journalist.
Michael Hugentobler absolvierte die Grundschule in der Schweiz und in den USA. Nach der obligatorischen Schule arbeitete er zunächst als Postbote und ging dann auf eine 13 Jahre währende Weltreise. Auf diesen Reisen füllte er unzählige Notizbücher und fand Material für seinen Roman Der Ritt auf der Schildkröte. Seine journalistischen Texte erschienen hauptsächlich in Das Magazin, aber auch in Neue Zürcher Zeitung, Beobachter, Dummy oder Tages-Anzeiger. 2021 war er nominiert für den Schweizer Buchpreis.

## Werke
- Der Bilderschreiber : wie die Werke eines geistig behinderten Bauernsohns aus Fribourg ihren Weg nach New York fanden, 2011, mit Andri Pol, Magazin der Berner Zeitung
- Unter Fremden, 2017, Social Input, ISBN 978-3-033-06369-3
- Louis oder Der Ritt auf der Schildkröte, 2018, dtv Verlagsgesellschaft, ISBN 978-3-423-28152-2[4]
- Michael Hugentobler: Feuerland. dtv Verlagsgesellschaft, ISBN 978-3-423-28269-7 (Erstausgabe: 2021).